# Adidas Stan Smith

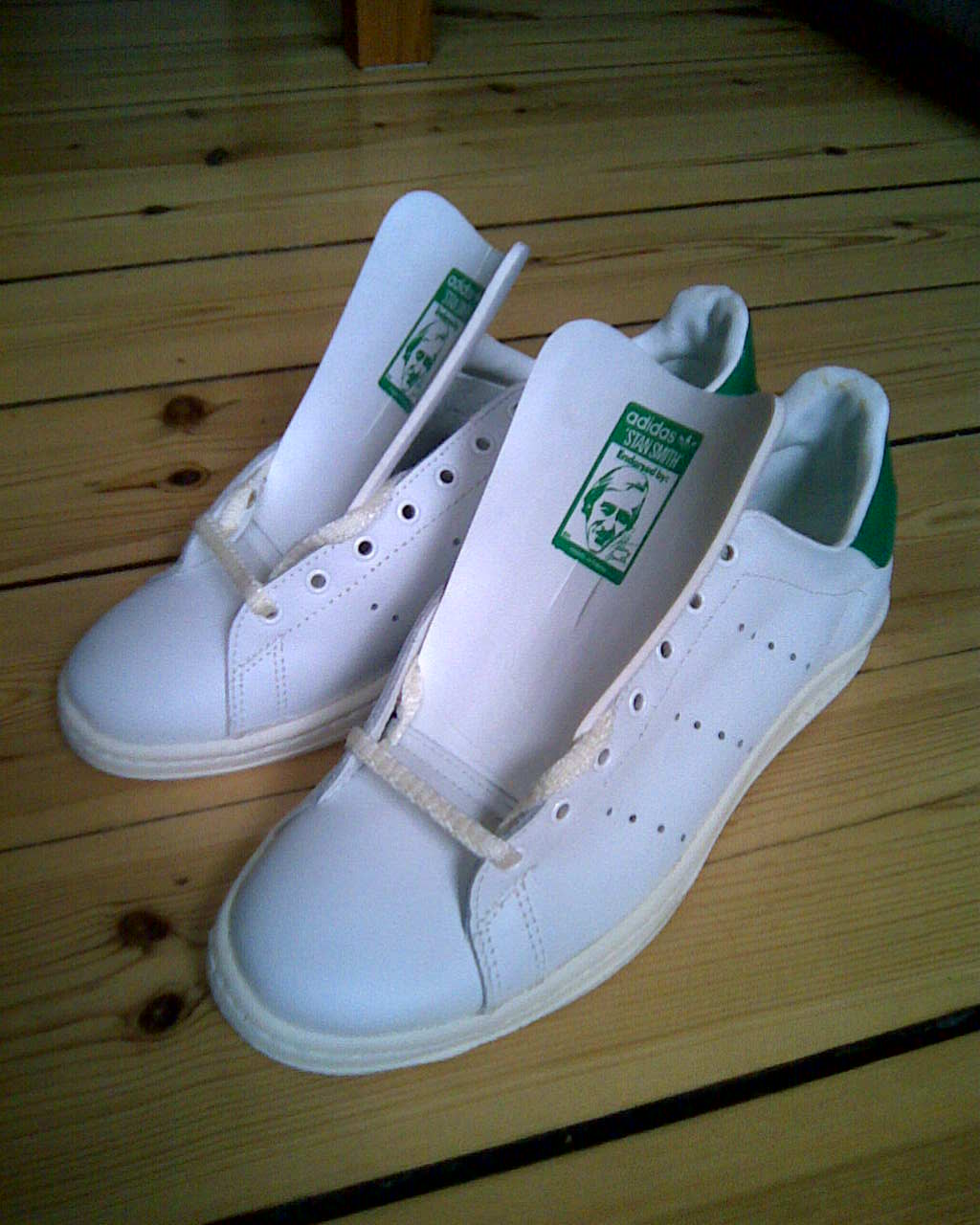
Mẫu giày Adidas Stan Smith

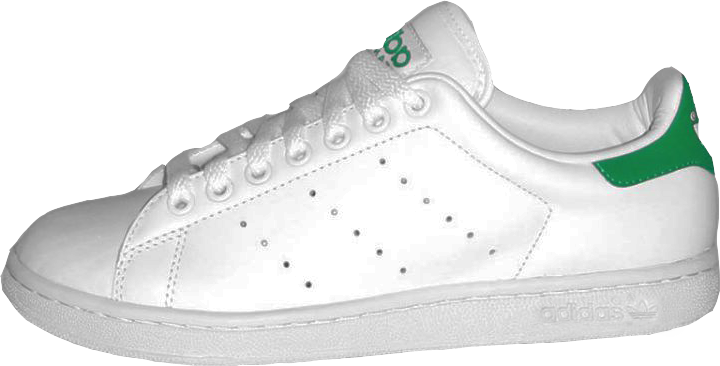
Adidas Stan Smith II

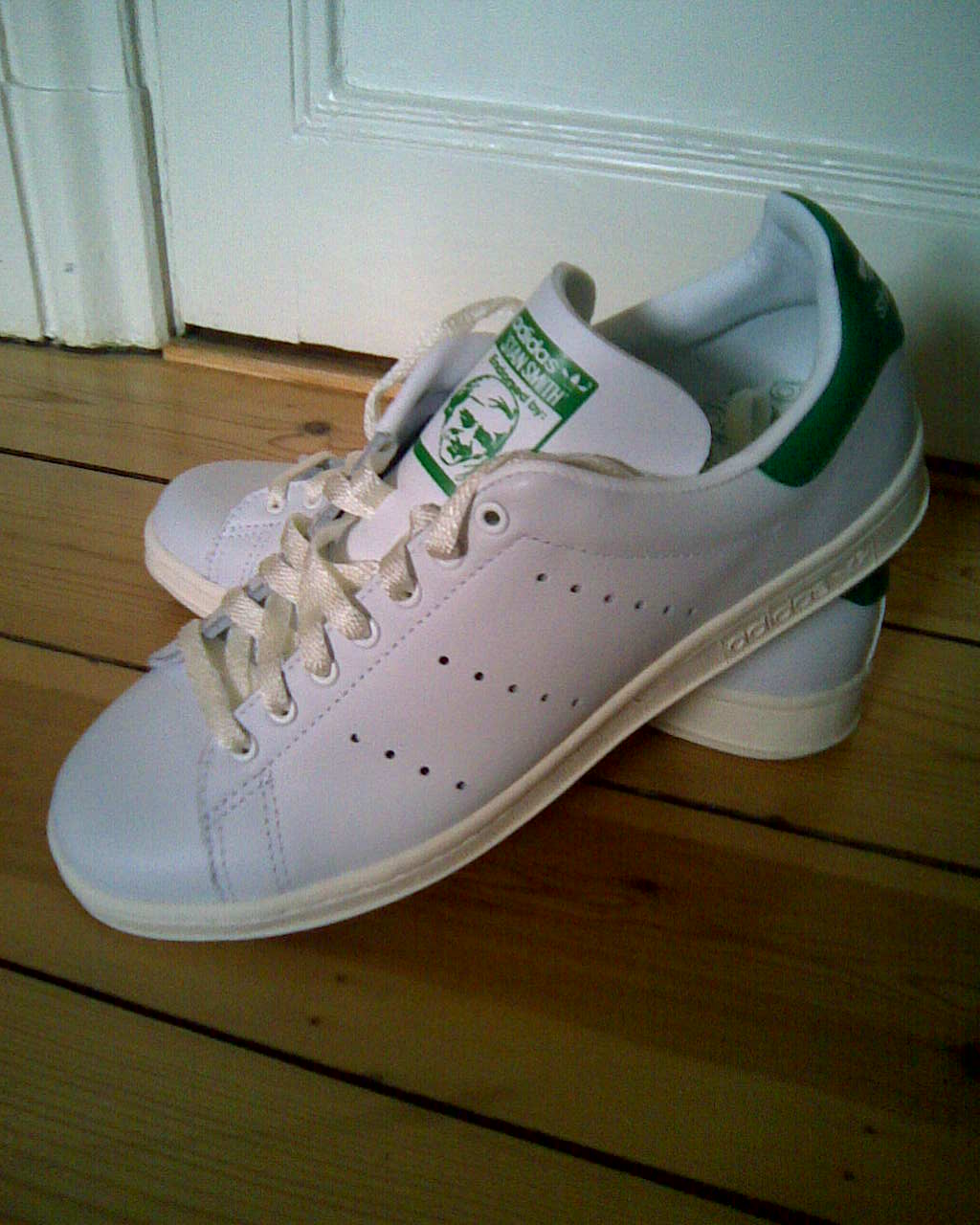
Adidas Stan Smith 80s

Adidas Stan Smith là mẫu giày tennis được sản xuất bởi Adidas. Đôi giày này chủ yếu được sử dụng cho việc chơi thể thao.
Stan Smith vốn là một vận động viên tennis người Mỹ, sự nghiệp của ông kéo dài từ cuối thập niên 1960 đến đầu thập niên 1980. Adidas đã tiếp cận ông và mời ông quảng cáo cho mẫu giày Haillet vào năm 1973.

## Giới thiệu

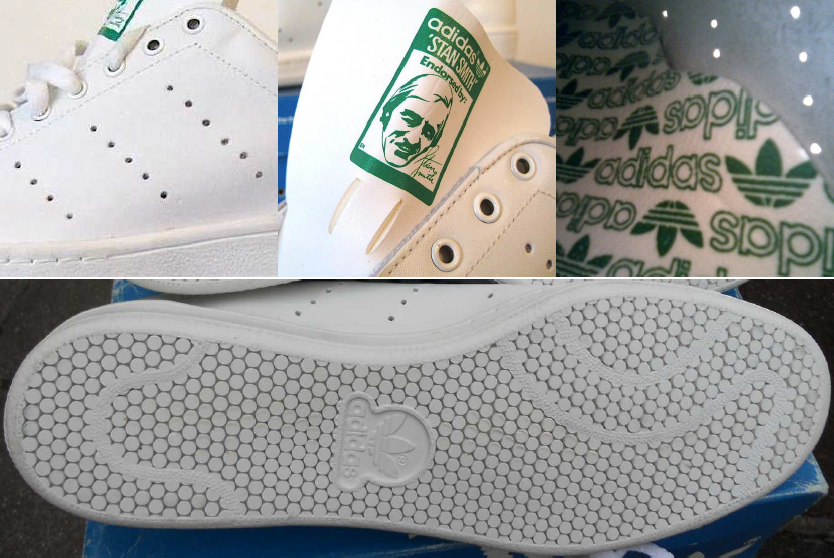
Chi tiết thiết kế của mẫu giày Adidas Stan Smith: (i) biểu tượng ba sọc dưới dạng các lỗ nhỏ (hình trên bên trái), (ii) lưỡi giày (hình trên ở giữa), (iii) phần lót bên trong (hình trên bên phải), (iv) đế giày (hình dưới).

Đôi giày này có thiết kế khá đơn giản, thường được làm từ da ở phần thân trên và lưỡi gà. Không giống như phần lớn các mẫu giày khác của Adidas, nó không có biểu tượng ba sọc ở bên ngoài. Thay vào đó, đôi giày có ba đường thẳng được đục lỗ ở cả hai bên. Một số phiên bản của mẫu giày này có thể in hình chân dung của tay vợt Stan Smith ở phần lưỡi giày. Một số khác lại có in hình biểu tượng Adidas rất nhỏ. Thiết kế và kiểu dáng của đôi giày gần như vẫn giữ nguyên kể từ khi ra mắt cho tới giờ, tuy nhiên rất nhiều các phiên bản với màu sắc khác nhau của mẫu giày Stan Smith vẫn được xuất hiện qua các năm. 

## Lịch sử

### Thập niên 1960
Vào năm 1963 (hoặc 1964), mẫu giày tennis đầu tiên của Adidas đã được sản xuất, đây chính là mẫu giày tennis đầu tiên được làm bằng da và nó cũng đánh dấu cột mốc cho một dòng giày huyền thoại của Adidas. Phần trên của đôi giày được làm từ da có màu trắng, còn phần đế được làm từ cao su. Phần lót giày làm từ chất liệu tổng hợp. Horst Dassler, con trai của Adolf "Adi" Dassler – người sáng lập Adidas, chính là người đầu tiên đã có ý tưởng tạo ra một đôi giày thể thao bằng da này. Vào năm 1965, phiên bản của đôi giày được đặt tên là "adidas Robert Haillet" theo cái tên của vận động viên tennis người Pháp Robert Haillet. Khi Haillet giã từ sự nghiệp quần vợt, Adidas và Horst Dassler quyết định tìm một vận động viên khác để hợp tác với dòng giày này. Donald Dell, một huấn luyện viên tennis người Mỹ, đề xuất nên chọn Stan Smith, người sau đó đã chấp nhận đề nghị hợp tác để Adidas sử dụng tên ông cho mẫu giày của họ. Với Adidas, đây là một cơ hội giúp họ mở rộng thị trường sang nước Mỹ. Vào năm, 1967, đôi giày được cải tiến khi được gắn thêm một miếng da màu xanh lá cây ở sau để bảo vệ phần gót chân Achilles.

### Thập niên 1970
Vào năm 1971, mẫu giày được dự định đổi tên thành "adidas Stan Smith", theo tên của nhà vô địch tennis Stan Smith, người đang đứng ở vị trí số 1 thế giới vào thời điểm đó. Vào năm 1973, Stan Smith ký một hợp đồng quảng cáo với Adidas. Theo "Sneaker Report", đây là bản hợp đồng sneaker xếp thứ 13 trong số 50 hợp đồng quảng cáo có tầm ảnh hưởng nhất trong lịch sử thể thao. Vì một số lý do mà ban đầu Adidas đã chưa thể quyết định được nên giữ nguyên tên mẫu giày là Robert Haillet hay đổi sang tên Stan Smith, vì vậy mà trong nhiều năm (1973–1978) đôi giày đã được sản xuất với phần lưỡi có chân dung Stan Smith nhưng lại có dòng chữ "Haillet" được viết ở bên trên. Vào năm 1978, dòng chữ "Haillet" cuối cùng cũng được loại bỏ khỏi phần lưỡi giày, đôi giày lúc này hoàn toàn được đổi tên thành adidas Stan Smith.

### Những năm 1980 và 1990
Đến năm 1988, có tổng cộng 22 triệu đôi giày adidas Stan Smith đã được bán ra, một kỷ lục Guinness vào thời điểm đó. Đến năm 1994, số đôi giày được bán ra đã lên tới 23,7 triệu.

### Thập niên 2000
Vào đầu những năm 2000, Adidas đã giới thiệu một phiên bản mới của mẫu giày với tên gọi "adidas Stan Smith II". Vào năm 2008, một bản sao của đôi adidas Stan Smith nguyên bản đã được phát hành tại chuỗi cửa hàng Adidas Originals với tên gọi "adidas stan smith 80s". Tổng cộng, dòng giày adidas Stan Smith đã bán được hơn 30 triệu đôi trên toàn thế giới kể từ năm 1971.
Theo một nguồn tin khác, thậm chí Adidas còn được cho là đã bán được 40 triệu đôi adidas Stan Smith tính đến năm 2005.

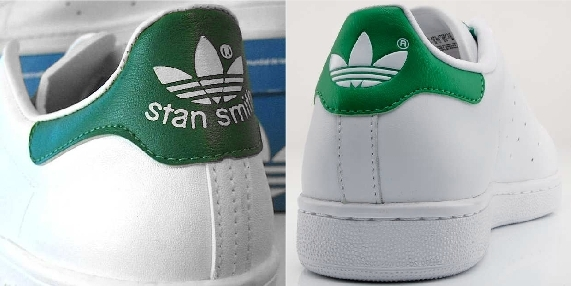
Sự khác biệt giữa miếng đệm lót màu xanh bọt biển của hai mẫu giày Adidas Stan Smith (hình trái) và Adidas Stan Smith II (hình phải).

Trong cuộc phỏng vấn vào ngày 17 tháng 11 năm 2009 tại chương trình talk show The Tony Kornheiser Show của đài WTEM Washington DC, cựu vận động viên quần vợt chuyên nghiệp Donald Dell đã phát biểu rằng phiên bản Stan Smith truyền thống với phần đệm xanh ở gót đã được sản xuất kể từ năm 1972, và đã mang lại cho công ty khoản lợi nhuận 65 triệu đô la Mỹ tính riêng trong năm 2008. Dell cũng nói thêm trong cuộc phỏng vấn rằng đây là dòng giày tennis được bán ra nhiều nhất từ trước đến giờ.

### Thập niên 2010
"Complex Sneakers" đã xếp adidas Stan Smith ở vị trí thứ 4 trong danh sách 50 đôi giày tennis vĩ đại nhất mọi thời đại, đôi giày tiền nhiệm adidas Robert Haillet cũng được vinh danh ở vị trí 36. "ShortList Magazine" xếp adidas Stan Smith nằm trong danh sách 10 đôi giày sneaker xuất sắc nhất. Thêm vào đó, Neal Heard, tác giả cuốn sách Trainers, cũng lựa chọn adidas Stan Smith ở vị trí thứ 6 trong danh sách 10 đôi giày của anh.
Dù đạt được sự thành công vô cùng to lớn với adidas Stan Smith, Adidas vẫn đưa ra quyết định vào năm 2011 rằng sẽ dừng việc quảng bá và sản xuất mẫu giày này. Vào ngày 26 tháng 5 năm 2011, tin tức này đã được phát lên tại sân vận động quần vợt Roland Garros ở Paris, Pháp. Theo tạp chí "GQ Magazine" của Pháp, lý do là vì Stan Smith là "một bí ẩn và chỉ bán được tại Pháp". Nhiều nguồn tin đồn thổi sau đó nói rằng adidas Stan Smith sẽ xuất hiện trở lại trong bộ sưu tập của Adidas vào năm 2014. Dù rằng adidas Stan Smith đã bị ngừng sản xuất, những người mến mộ vẫn có cơ hội sở hữu đôi giày này tại một số cửa hàng thể thao và giày dép. Thêm vào đó, mẫu giày phiên bản vintage cũng được bán đấu giá online rất nhiều trên các trang web như eBay.
Vào ngày 31 tháng 5 năm 2013, Adidas chính thức thông báo rằng dòng giày adidas Stan Smith sẽ trở lại các cửa hàng vào năm 2014.

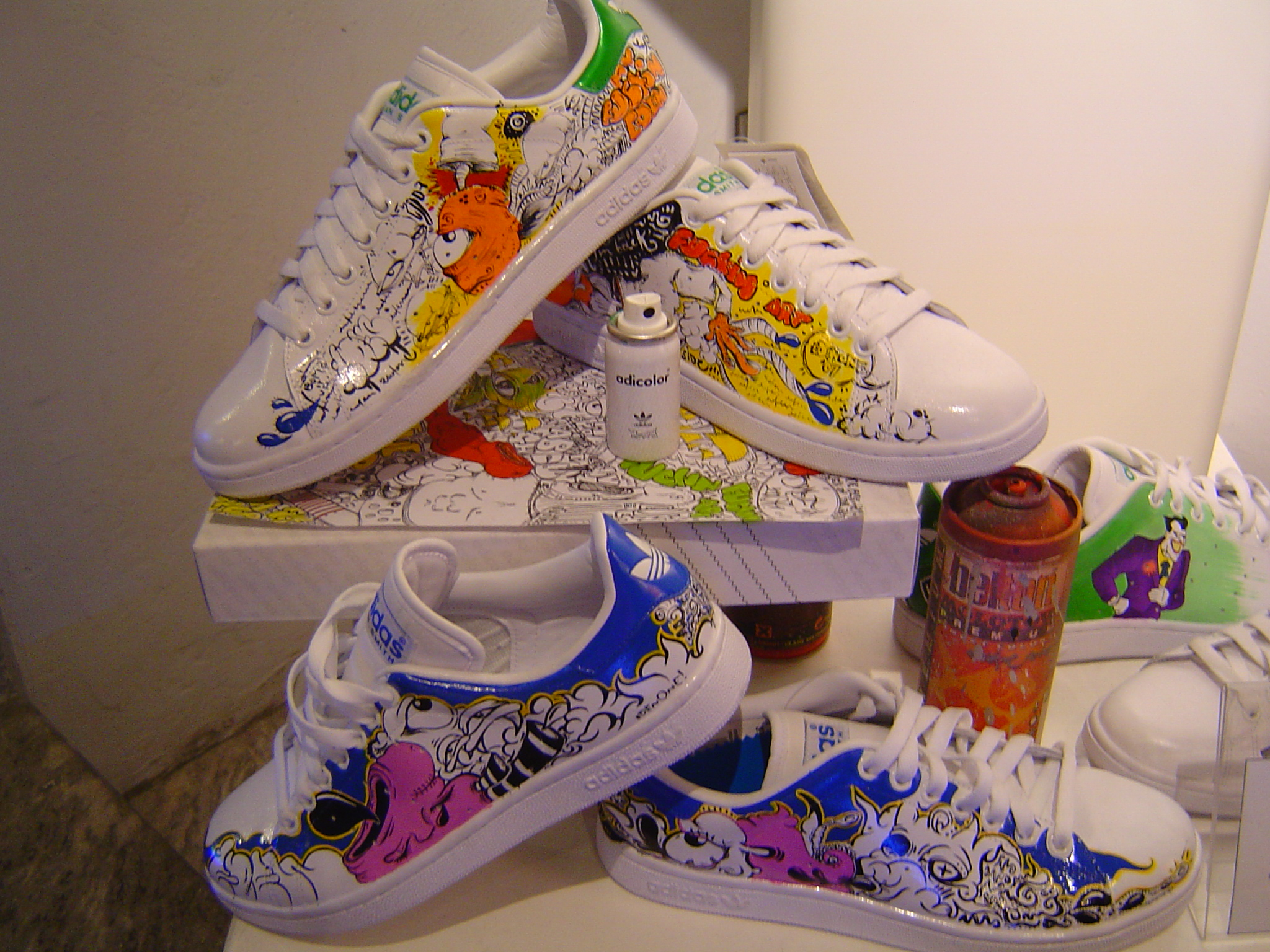
Phiên bản "Adicolor" của Adidas Stan Smith với các họa tiết được người dùng tự vẽ và tô điểm.

#### 2014
Vào năm 2014, Adidas đã tái sản xuất và phân phối mẫu giày Stan Smith và người mua có thể tự thiết kế mẫu giày theo ý mình với những lựa chọn có sẵn như màu sắc hoặc logo.

### Tóm tắt lại quá trình phát triển của adidas Stan Smith

Phần logo ở lưỡi giày của Adidas Stan Smith với hình chân dung Stan Smith (không có ria) và chữ ký, được tạo ra và giới thiệu vào đầu thập niên 1980.

Dưới đây là tóm tắt quá trình phát triển của mẫu giày adidas Stan Smith:
- 1963–1964: Chưa có tên chính thức, không có miếng lót màu xanh bọt biển ở gót, không có logo ở lưỡi giày.
- 1965–1966: Có tên là Haillet, không có miếng lót màu xanh bọt biển ở gót, không có logo ở lưỡi giày.
- 1967–1973: Có tên là Haillet, có miếng lót màu xanh bọt biển ở gót, không có logo ở lưỡi giày.
- 1974–1977:

1. Có tên là Haillet, có miếng lót màu xanh bọt biển ở gót, có logo cỏ ba lá của Adidas ở lưỡi giày.
2. Có tên là Haillet, có miếng lót màu xanh bọt biển ở gót, có hình chân dung và chữ ký của Stan Smith ở phần lưỡi giày.
3. Có tên là Haillet, hình dạng và chất liệu của miếng lót màu xanh bọt biển ở gót có sự thay đổi, logo cỏ ba lá Adidas và dòng chữ "stan smith" được thêm vào ở phần gót, chân dung và chữ ký của Stan Smith ở phần lưỡi giày.

- 1978–đầu thập niên 1980: Đổi tên thành Stan Smith, phần lót màu xanh bọt biển với logo cỏ ba lá Adidas và dòng chữ "stan smith" ở gót, chân dung và chữ ký của Stan Smith ở phần lưỡi giày.
- Đầu thập niên 1980–nay: Có tên là Stan Smith, phần lót màu xanh bọt biển với logo cỏ ba lá Adidas và dòng chữ "stan smith" ở gót, logo cùng hình chân dung mới của Stan Smith (không có ria) và chữ ký ở phần lưỡi giày.

## Các phiên bản
Có rất nhiều phiên bản khác nhau của adidas Stan Smith. Thông thường, chúng đều sẽ có màu trắng, phần lót ở gót màu xanh lá cây và có dây buộc, tuy nhiên cũng có một số phiên bản có màu sắc khác. Ví dụ, phần gót đôi giày có thể có màu xanh navy (hoặc là bất cứ màu gì khác) còn đôi giày thì đen hoàn toàn. Thêm vào đó, từ giữa những năm 1990, một số phiên bản cũng có thêm khóa dán để buộc giày thay vì dây giày truyền thống.

### Các phiên bản phổ biến nhất
Các phiên bản phổ biến nhất của adidas Stan Smith gồm có:
- adidas stan smith:[23] Đây là phiên bản cổ điển của adidas stan smith. Phiên bản này có phần lưỡi giày mỏng, có chân dung và chữ ký của Stan Smith, phần sau của giày có một miếng lót (thường là màu xanh lá cây) với logo cỏ ba lá của Adidas và có dòng chữ "stan smith" ở dưới logo, phần lót giày có in chữ "adidas" và có logo cỏ ba lá. Thêm vào đó, đôi giày này không có miếng lót giày. Phiên bản nguyên gốc của adidas Stan Smith có số hiệu FAF1028 (hoặc chỉ là AF1028) cho phần gót màu xanh lá cây và AF1365 cho màu xanh nước biển, chữ số 1 thể hiện đôi giày được làm ra tại Pháp. Về sau các con số này được đổi thành 032853 và 034685.
- adidas stan smith II: Phiên bản này có phần lưỡi giày khá dày và không có ảnh chân dung cùng chữ ký của Stan Smith. Thay vào đó, sẽ có dòng chữ "adidas STAN SMITH". Phía sau đôi giày chỉ có logo cỏ ba lá của Adidas. Phần bên trong giày có màu trắng với chỉ một dòng chữ "adidas" cùng logo cỏ ba lá. Mẫu giày này có miếng lót giày. Một số mã dành cho phiên bản giày này là G17079, G17076, G17077, G10778, G10780 và G10781.
- adidas stan smith 80s:[24][25] Đây là phiên bản bản sao của mẫu giày adidas Stan Smith. Dù vậy, nó vẫn có sự độc đáo riêng với cách thiết kế khá hiphop và retro. So với phiên bản gốc thì phiên bản này (912305) sẽ có đế hơi ngả màu vàng, dây giày cũng ngả màu vàng, phần thân giày không phải màu trắng tinh khiết, còn phần gót sẽ có màu xanh giống màu cỏ. Đôi giày này còn có thêm hai phiên bản màu sắc khác: trắng/xanh navy(G01976) và đen tuyền với đế trắng (G01965).[26][27]

### Những phiên bản ít phổ biến hơn
Những phiên bản không thường thấy của mẫu giày adidas Stan Smith là:
- adidas Stan Smith Millennium (659910, 073158): Đây là phiên bản cải tiến của mẫu adidas Stan Smith cổ điển, cũng có logo ba sọc dưới dạng các lỗ nhỏ, tuy nhiên nó lại có logo Adidas thay vì logo cỏ ba lá của Adidas. Bên cạnh đó, phần đế ngoài cũng dày hơn và phần lưỡi gà dày ngang với đôi giày Stan Smith II. Đôi giày có màu trắng và xanh navy, tuy nhiên cũng có một phiên bản màu trắng và xanh lá cây như truyền thống. Thiết kế của đôi giày rất gọn nhẹ.
- adidas Stan Smith I LG (670461, 670460, 385855): Phiên bản này giống như phiên bản nguyên gốc, ngoại trừ việc có thêm dòng chữ "STAN SMITH" được in ở cạnh bên phần trên đôi giày.
- adidas Stan Smith Supreme (519514, 519516, 552286, 552288)[28][29][30][31]

### Các phiên bản giới hạn
Các phiên bản giới hạn của adidas Stan Smith bao gồm:
- adidas Stan Smith Comfort: Đây là phiên bản có thêm khóa dán so với bản adidas Stan Smith truyền thống.
- adidas Stan Smith Slim (012981)
- adidas Stan Smith Vintage (807446, 465265, 561622):[32] Phiên bản này có hình chân dung Stan Smith khắc vàng ở phần lưỡi giày.
- adidas Stan Smith Vintage "Crafts Pack" (G13247)[33][34][35]
- adidas Stan Smith Vintage "Drawings Pack" (G00236)[36]
- adidas Stan Smith Vintage Smith vs. Nastase (749187)
- adidas Stan Smith Vintage Tournament Edition (018090):[37][38][39] Phiên bản này được làm từ da trắng chất lượng cao, đế giày có màu xanh lá cây và đen, lót giày có màu đen. Hình hai chiếc vợt tennis và dòng chữ "Tournament Edition" được khắc vàng ở phần lưỡi giày.
- adidas Stan Smith Herzogenaurach Sportschuhe Limited Edition (G03132)[40]
- adidas Stan Smith I Graph (919420)[41][42][43]
- adidas stan smith II Beach Pack (G19151)[44]
- adidas Stan Smith II Blue Suede (G43716)
- adidas Stan Smith II Camouflage (046189)[45][46]
- adidas Stan Smith II City Series:[47] Brussels (013614), Las Vegas (013616), Rio de Janeiro (013619) và Seville (013623).
- adidas Stan Smith II Coast To Coast (071328)
- adidas Stan Smith II Cope2 (653435)[48]
- adidas Stan Smith II x Def Jam (G06112)[49]
- adidas Stan Smith II "End To End"[50]
- adidas Stan Smith II "End To End" Kings[51]
- adidas Stan Smith II x Fafi (G19858)
- adidas Stan Smith II Fleece (G19844)[52]
- adidas Stan Smith II Geisha (G00402)[53]
- adidas Stan Smith II Ghostface Killah (G06073)[54][55]
- adidas Stan Smith II Greens++
- adidas Stan Smith II Kermit the Frog (562898)[56][57]
- adidas Stan Smith II Lea (099841)
- adidas Stan Smith II Logo (163143)
- adidas Stan Smith II Lovers
- adidas Stan Smith II Mahogany (G50871)[58][59][60]
- adidas Stan Smith II Mammoth Pack[61]
- adidas Stan Smith II Mesh (561362)
- adidas Stan Smith II Method Man (G06071)
- adidas Stan Smith II Miss Piggy (465574)
- adidas Stan Smith II Mr Happy (562900)
- adidas Stan Smith II Nubuck (034098)[62]
- adidas Stan Smith II OctoGlows
- adidas Stan Smith II Paintballers (G04516)
- adidas Stan Smith II Pool Ball (077525)
- adidas Stan Smith II Rime (017221)[63]
- adidas Stan Smith II x Russ[64]
- adidas Stan Smith II Seasons Greetings (G04034)[65]
- adidas Stan Smith II x Scien[66]
- adidas Stan Smith II x Scien x 123Klan x "End To End" (017180)[67]
- adidas Stan Smith II Smart (915050)[68][69]
- adidas Stan Smith II x Sole Brother x Custom City Series: Miami & Amsterdam[70][71]
- adidas Stan Smith II Star Wars (G16801)
- adidas Stan Smith II Trimm Dich (562896)
- adidas Stan Smith II United States (G50869)[72]
- adidas Stan Smith II x Upper Playground x AESOP ROCK (663744)[73][74]
- adidas stan smith II x Upper Playground x David Choe (663742)[75]
- adidas Stan Smith II Weave (654231, 654228)[76][77]
- adidas Stan Smith II x Young Jeezy (Snowman) x Def Jam (G06072)[78][79]
- adidas Stan Smith II Comfort: Đây là phiên bản có thêm khóa dán so với bản adidas Stan Smith II.
- adidas Stan Smith II Comfort Betty Boop (465564)
- adidas Stan Smith II Comfort x Fafi (G15416)
- adidas Stan Smith II Comfort Sport Goofy (562899)[80]
- adidas Stan Smith II Comfort Tron (562897)
- adidas Stan Smith II Smart One "End To End" (017202)[81][82]
- adidas Stan Smith II Velcro Pack[83]
- adidas Stan Smith II Strap (G12511, G12512, G12513, G12514, G13893)
- adidas Stan Smith 80s – Star Wars Edition – Master Yoda (G12434)[84]
- adidas Stan Smith 80s – Star Wars Edition – Millennium Falcon (G17360)[85][86]
- adidas Stan Smith 80s – Star Wars Edition – Wampa (G51612):[87]
- adidas Stan Smith 80s Mid – Star Wars Edition – Darth Vader (G46195)[88]
- adidas Stan Smith 80s Mid – Star Wars Edition – Imperial Guard (G41817)[89]
- adidas Stan Smith 80s Mid Casual (G16684, G16683)[90][91][92]
- adidas Stan Smith 80s Mid x 10.Deep "Raw Dogs" (G12909)[93]
- adidas Stan Smith 80s Mid Iridescent (G42848)[94]
- adidas Stan Smith 80s TF (G19265)[95]
- adidas Stan Smith 80s x ACU x D-Mop (G14579, G14579-1)[96][97]
- adidas Stan Smith 80s "BBU" – Beauty & Youth United Arrows x Bedwin & The Heartbreakers x Undefeated (U42971, U42972)[98]
- adidas Stan Smith 80s Clay/Aloe (G02955)[99][100]
- adidas Stan Smith 80s x Five-Two 3 City Artist Pack x KRSN (G18295)[101][102][103]
- adidas Stan Smith 80s Graphite (912320)
- adidas Stan Smith 80s Outdoor (G50877, G50876)[104][105]
- adidas Stan Smith 80s x maharishi (G14102)[106]
- adidas Stan Smith 80s x ObyO x Kazuki x JAM HOME MADE (G43979, G43978)[107]
- adidas Stan Smith 80s Lux – Stingray (G44883)[108][109]
- adidas Stan Smith 80s Lux – Zebra (G16625)[110][111][112]
- adidas Stan Smith 80s Lux Comfort – Denim[113]
- adidas stan smith 80s x Diesel (G46072)[114]
- adidas Stan Smith 80s Mid x Diesel (Y00304)[115]
- adidas Stan Smith 80s A.R.C. (Alife Rivington Club) (G00954):[116] Phiên bản này có phần trên được làm hoàn toàn bằng vải canvas màu trắng.
- adidas Stan Smith 80s DHug (G14839)[117][118][119]
- adidas Stan Smith 80s Lite Zip (G44153, G44158)[120]
- adidas stan smith x Undefeated x BAPE[121]
- adidas Stan Smith 2.0 "Grey Patent" (G43717)[122][123]
- adidas Stan Smith 2.5 (666356, 016959, 016963, 280686, 280696)
- adidas Stan Smith 2.5 Comfort (017032, 280701, 666391, 666407)
- adidas Stan Smith Mid x Hellboy II (G04664)[124]
- adidas Stan Smith Lotus Logo (G19250, G19251, G19252)
- adidas Stan Smith x Swarovski
- adidas stan smith x Yohji Yamamoto x "Yohji Smith" (V24938)[125]
- adidas Stan Smith Skate (044032, 044033, 466435, 466437, 466440, 466443):[126] Đây là phiên bản giày ván trượt của adidas Stan Smith.
- adidas SB Stan Smith x Ewan Hecox (946015)[127]
- adidas Stan Smith Skore (075702)
- adidas Stan Smith JS (Jeremy Scott) Bowling (G50731)[128][129]
- adidas Stan Smith Jeremy Scott ObyO JS Slim Glow in the Dark (G61706)[130]
- adidas Stan Smith Remodel (G13241, G13242, G23143, G13943)[131]
- adidas Stan Smith Lite (G44497, G44496, G44494)
- adidas Stan Smith Lite CQ (G44070, G44069, G44072, G44071)
- adidas Stan Smith II Lite CQ (G16547, G16548)
- adidas Stan Smith x Stella McCartney: Đôi giày sneaker đầu tiên dành cho người ăn chay

## Những quốc gia sản xuất
Dòng giày adidas Stan Smith ban đầu được gia công và sản xuất tại Landersheim, vùng Tây Nam nước Pháp bởi chi nhánh Adidas tại Pháp. Tuy nhiên, khi phải sản xuất nhiều đôi adidas Stan Smith hơn, mẫu giày này đã được đưa vào sản xuất tại các quốc gia khác nhau. Có rất nhiều nhà máy của Adidas tại nhiều quốc gia sản xuất mẫu giày này, trong đó có thể kể đến Algérie, Canada, Trung Quốc, Czechoslovakia, Pháp, Đức, Hungary, Ấn Độ, Indonesia, Maroc, Bồ Đào Nha, Tây Ban Nha, Hàn Quốc, Đài Loan, Mỹ và Việt Nam.

## Đối với bộ môn quần vợt
Ngày nay, dòng giày adidas Stan Smith không còn được khuyên dùng dành cho các vận động viên tennis nữa, tuy nhiên, đây vẫn là mẫu giày biểu tượng với thiết kế vô cùng thời trang dành cho những người hâm mộ sneaker nói chung và những người hâm mộ bộ môn quần vợt nói riêng. Với những người không yêu thích tennis, vận động viên Stan Smith được biết đến nhiều vì đôi giày mang tên ông hơn là sự nghiệp quần vợt huy hoàng trong quá khứ của ông.

## Những người sưu tầm sneaker
Với các nhà sưu tầm sneaker, đôi giày được săn lùng hàng đầu sẽ là phiên bản Stan Smith cổ điển, sau đó là phiên bản đời đầu tiên của mẫu giày này. Giá của những đôi giày sản xuất tại Pháp cũng được đội lên rất cao do có nhiều người sưu tầm.